# Châu Thành A
Châu Thành A là một huyện cũ thuộc tỉnh Hậu Giang cũ, Việt Nam.

## Địa lý

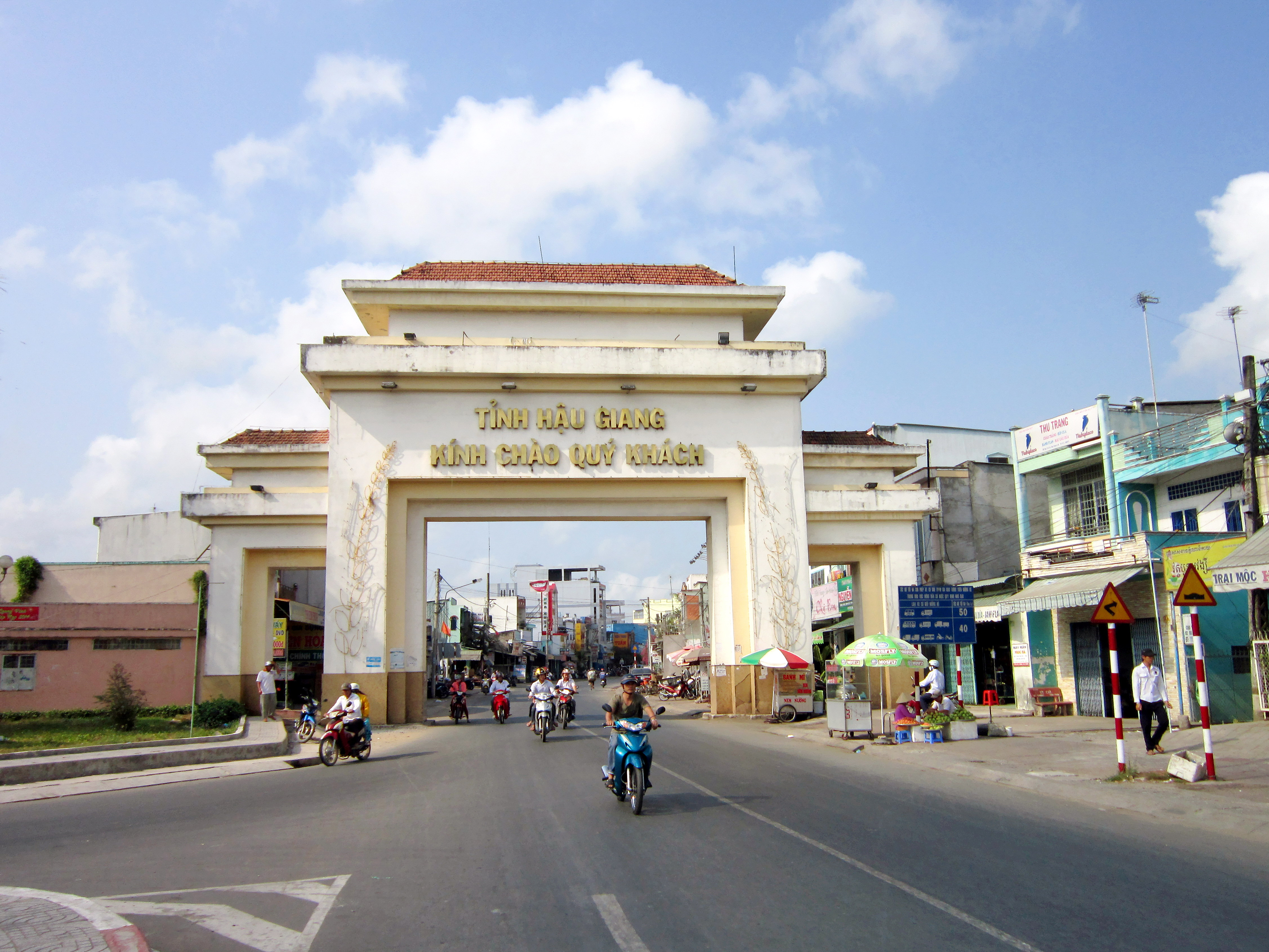
Cổng chào tỉnh Hậu Giang, nằm trên địa bàn của thị trấn Cái Tắc

Huyện Châu Thành A là cửa ngõ của tỉnh Hậu Giang, cách thành phố Vị Thanh 25 km về hướng đông bắc, cách thành phố Cần Thơ 10 km, có vị trí địa lý: 
- Phía đông giáp huyện Châu Thành
- Phía nam giáp huyện Phụng Hiệp
- Phía tây giáp huyện Vị Thủy và huyện Giồng Riềng, tỉnh Kiên Giang
- Phía bắc giáp quận Cái Răng và các huyện Phong Điền, Thới Lai, thành phố Cần Thơ.

Huyện Châu Thành A được coi là cửa ngõ của tỉnh Hậu Giang, nơi hội tụ nhiều lợi thế để phát triển thương mại - dịch vụ - công nghiệp và kinh tế - xã hội. Và đây là đơn vị hành chính huyện có dân số đông thứ 2 của tỉnh sau huyện Phụng Hiệp.

## Hành chính
Huyện Châu Thành A có 10 đơn vị hành chính cấp xã trực thuộc, bao gồm 4 thị trấn: Một Ngàn (huyện lỵ), Bảy Ngàn, Cái Tắc, Rạch Gòi và 6 xã: Nhơn Nghĩa A, Tân Hòa, Tân Phú Thạnh, Thạnh Xuân, Trường Long A, Trường Long Tây.
| TT. Cái Tắc TT. Rạch Gòi TT. Một Ngàn TT. Bảy Ngàn Xã Tân Phú Thạnh Xã Thạnh Xuân Xã Nhơn Nghĩa A Xã Tân Hòa Xã Trường Long A Xã Trường Long Tây Thành phố Cần Thơ Huyện Châu Thành Huyện Phụng Hiệp Huyện Vị Thủy Tỉnh Kiên Giang Bản đồ hành chính huyện Châu Thành A, tỉnh Hậu Giang |

## Lịch sử
Ngày 6 tháng 11 năm 2000, Chính phủ ban hành Nghị định số 64/2000/NĐ-CP về việc tái lập huyện Châu Thành A thuộc tỉnh Cần Thơ trên cơ sở 22.139 ha diện tích tự nhiên và 163.357 nhân khẩu của huyện Châu Thành.
Huyện Châu Thành A có 8 đơn vị hành chính cấp xã trực thuộc, bao gồm 8 xã: Nhơn Ái, Nhơn Nghĩa, Tân Hòa, Tân Thuận, Tân Phú Thạnh, Thạnh Xuân, Trường Long, Trường Long Tây.
Ngày 10 tháng 7 năm 2001, Chính ban hành Nghị định số 37/2001/NĐ-CP về việc:
- Thành lập xã Nhơn Nghĩa A trên cơ sở 1.840 ha diện tích tự nhiên và 11.999 nhân khẩu của xã Nhơn Nghĩa.
- Thành lập xã Trường Long A trên cơ sở 2.771 ha diện tích tự nhiên và 10.619 nhân khẩu của xã Trường Long Tây.

Ngày 12 tháng 5 năm 2003, Chính phủ ban hành Nghị định số 48/2003/NĐ-CP về việc thành lập thị trấn Một Ngàn – thị trấn huyện lỵ của huyện Châu Thành A trên cơ sở 433 ha diện tích tự nhiên và 4.124 nhân khẩu của xã Tân Thuận; 297 ha diện tích tự nhiên và 2.632 nhân khẩu của xã Nhơn Nghĩa A.
Huyện Châu Thành A có thị trấn Một Ngàn và 10 xã: Nhơn Ái, Nhơn Nghĩa, Nhơn Nghĩa A, Tân Hòa, Tân Phú Thạnh, Tân Thuận, Thạnh Xuân, Trường Long, Trường Long A, Trường Long Tây.
Ngày 26 tháng 11 năm 2003, Quốc hội ban hành Nghị quyết số 22/2003/QH11 về việc:
- Chia tỉnh Cần Thơ thành thành phố Cần Thơ thuộc trung ương và tỉnh Hậu Giang.
- Sáp nhập 3 xã: Nhơn Ái, Nhơn Nghĩa, Trường Long; ấp Tân Thạnh Đông và 84,7 ha diện tích cùng với 640 người của ấp Tân Thạnh Tây thuộc xã Tân Phú Thạnh của huyện Châu Thành A vào thành phố Cần Thơ quản lý.

Sau khi điều chỉnh địa giới hành chính, huyện Châu Thành A còn lại 15.319,45 ha diện tích tự nhiên và 98.805 người; có 8 đơn vị hành chính cấp xã trực thuộc, bao gồm thị trấn Một Ngàn và 7 xã: Nhơn Nghĩa A, Tân Hòa, Tân Phú Thạnh, Tân Thuận, Thạnh Xuân, Trường Long A, Trường Long Tây.
Ngày 2 tháng 1 năm 2004, Chính phủ ban hành:
- Nghị định số 05/2004/NĐ-CP[8] về việc:
  - Thành lập phường Ba Láng thuộc quận Cái Răng, thành phố Cần Thơ trên cơ sở 531,52 ha diện tích tự nhiên và 6.339 nhân khẩu của xã Tân Phú Thạnh thuộc huyện Châu Thành A.
  - Thành lập huyện Phong Điền thuộc thành phố Cần Thơ.
  - Chuyển 3 xã: Nhơn Ái, Nhơn Nghĩa, Trường Long thuộc huyện Châu Thành A về huyện Phong Điền thuộc thành phố Cần Thơ mới thành lập quản lý.
- Nghị định số 06/2004/NĐ-CP[9] về việc:
  - Xã Tân Phú Thạnh sau khi điều chỉnh một phần diện tích tự nhiên và dân số về thành phố Cần Thơ mới có 1.996,92 ha diện tích tự nhiên và 21.514 nhân khẩu.
  - Huyện Châu Thành A sau khi điều chỉnh địa giới hành chính, có 15.319,45 ha diện tích tự nhiên và 98,805 nhân khẩu; có 8 đơn vị hành chính cấp trực thuộc bao gồm thị trấn Một Ngàn và 7 xã: Nhơn Nghĩa A, Tân Hòa, Tân Phú Thạnh, Tân Thuận, Thạnh Xuân, Trường Long A, Trường Long Tây.

Ngày 8 tháng 3 năm 2007, Chính phủ ban hành Nghị định số 34/2007/NĐ-CP về việc:
- Thành lập thị trấn Rạch Gòi trên cơ sở 977,84 ha diện tích tự nhiên và 10.073 nhân khẩu của xã Thạnh Xuân.
- Thành lập thị trấn Cái Tắc trên cơ sở 1.050,15 ha diện tích tự nhiên và 11.140 nhân khẩu của xã Tân Phú Thạnh.

Huyện Châu Thành A có 10 đơn vị hành chính cấp xã trực thuộc, bao gồm 3 thị trấn: Cái Tắc, Một Ngàn, Rạch Gòi và 7 xã: Nhơn Nghĩa A, Tân Hòa, Tân Phú Thạnh, Tân Thuận, Thạnh Xuân, Trường Long A, Trường Long Tây.
Ngày 24 tháng 8 năm 2009, Chính phủ ban hành Nghị quyết số 37/NQ-CP về việc:
- Thành lập thị trấn Bảy Ngàn trên cơ sở 1.302,64 ha diện tích tự nhiên và 11.990 nhân khẩu của xã Tân Hòa.
- Sáp nhập xã Tân Thuận vào 441,18 ha diện tích tự nhiên và 3.274 nhân khẩu còn lại của xã Tân Hòa.

Huyện Châu Thành A có 15.662,18 ha diện tích tự nhiên và 107.713 nhân khẩu, có 10 đơn vị hành chính cấp xã trực thuộc, bao gồm 4 thị trấn: Cái Tắc, Bảy Ngàn, Một Ngàn, Rạch Gòi và 6 xã: Nhơn Nghĩa A, Tân Hòa, Tân Phú Thạnh, Thạnh Xuân, Trường Long A, Trường Long Tây.
Huyện Châu Thành A có 4 thị trấn và 6 xã.
Ngày 12 tháng 6 năm 2025, Quốc hội ban hành Nghị quyết số 202/2025/QH15 về việc sắp xếp đơn vị hành chính cấp tỉnh (nghị quyết có hiệu lực từ ngày 12 tháng 6 năm 2025). Theo đó, sáp nhập tỉnh Hậu Giang và tỉnh Sóc Trăng vào thành phố Cần Thơ.
Ngày 16 tháng 6 năm 2025, Quốc hội ban hành Nghị quyết số 203/2025/QH15 về việc Sửa đổi, bổ sung một số điều của Hiến pháp nước Cộng hòa xã hội chủ nghĩa Việt Nam. Theo đó, kết thúc hoạt động của đơn vị hành chính cấp huyện trong cả nước từ ngày 1 tháng 7 năm 2025.

## Kinh tế - xã hội
Năm 2020, tốc độ tăng trưởng kinh tế bình quân hàng năm của huyện Châu Thành A là 6,93%, tăng 1,55% so với năm 2010; dẫn đầu so với các huyện, thị xã, thành phố trong tỉnh Hậu Giang. Thu nhập bình quân đầu người tăng gấp 4,36 lần so với năm 2008 (năm 2008 là 10,27 triệu đồng; năm 2020 là 50 triệu đồng). Tổng thu ngân sách tăng gấp 5,05 lần so với năm 2008 (năm 2008 là 39,492 tỷ đồng; năm 2020 là 199,615 tỷ đồng).
Về phát triển doanh nghiệp, thu hút đầu tư, huyện đã có 238 doanh nghiệp thành lập mới, tăng so với năm 2008 là 144 doanh nghiệp. Riêng Khu công nghiệp Tân Phú Thạnh (201,4ha) có 38 dự án đầu tư với tổng vốn đầu tư là 3.810 tỷ động và 110 triệu USD, giải quyết việc làm cho trên 15.000 lao động. Tổng mức bán lẻ hàng hóa và doanh thu dịch vụ năm 2008 là 1.535 tỷ đồng; năm 2020 là 4.142 tỷ đồng, tăng 2.607 tỷ đồng. Trên địa bàn huyện có 7 nhà máy chế biến hàng nông sản xuất khẩu.

## Dân số
Huyện Châu Thành A có diện tích 160,63 km², dân số năm 2019 là 97.492 người, mật độ dân số đạt 607 người/km².
Huyện Châu Thành A có diện tích 160,53 km², dân số năm 2022 là 97.054 người, mật độ dân số 605 người/km².
Huyện Châu Thành A có diện tích 160,53 km², dân số quy đổi tính đến ngày 31/12/2024 là 130.261 người, mật độ dân số đạt 811 người/km².

## Giao thông
Có quốc lộ 1A, quốc lộ 61, quốc lộ 61C và đường cao tốc Châu Đốc – Cần Thơ – Sóc Trăng đi qua.